# JTG

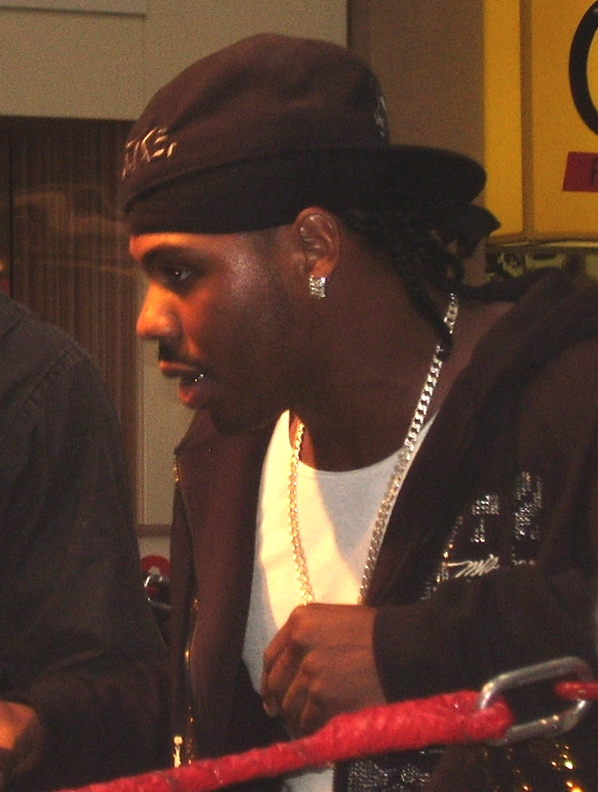
JTG

JTG(1984년 12월 10일 ~ )는 미국의 프로레슬링선수다. 본명은 제이슨 앤서니 폴(Jayson Anthony Paul)이다. 키는 186cm 몸무게는 105kg이다. 피니쉬는 다 샤우트 아웃(스피닝 싯아웃 슬리퍼 슬램)으로 사용을 한다.